# Enallagma cyathigerum
Enallagma cyathigerum (Charpentier, 1840) è una libellula appartenente alla famiglia Coenagrionidae.

## Descrizione
Raggiunge una lunghezza di circa 32 mm.
Confusa facilmente con Coenagrion puella, E. cyathigerum presenta una colorazione blu maggiormente diffusa.

## Distribuzione e habitat
Comune in Europa e nella costa ovest dell'America del Nord.
Vive in svariati ambienti, ma principalmente lungo i corsi dei fiumi e nei pressi degli stagni.